# Nhà hát Kịch Hà Nội
Nhà hát Kịch Hà Nội (Tiếng Anh: Hà Nội Drama Theatre) là đơn vị sự nghiệp công lập trực thuộc Sở Văn hóa, Thể thao và Du lịch Hà Nội, có chức năng, nhiệm vụ biểu diễn nghệ thuật kịch nói phục vụ nhiệm vụ chính trị, biểu diễn phục vụ khán giả; sưu tầm, bảo tồn và phát triển nghệ thuật kịch nói.

## Lịch sử hình thành và phát triển
Thành lập năm 1959 ban đầu là một đội kịch trong Đoàn văn công nhân dân Thủ đô. Năm 1993, Đoàn kịch nói Hà Nội được chuyển thành Nhà Hát Kịch Hà Nội.
Năm 2005, UBND Thành phố Hà Nội quyết định nâng hạng thành Nhà Hát hạng I
Tháng 4 năm 2009, Đoàn kịch nói Hà Tây sáp nhập với Nhà Hát Kịch Hà Nội thành Nhà Hát Kịch Hà Nội trực thuộc Sở VHTT & DL Hà Nội. 

## Cơ cấu tổ chức và nhân sự
Tổ chức bộ máy, nhân sự gồm có:
- Ban giám đốc.
- Các phòng chức năng ( Phòng Hành chính Tổng hợp; Phòng Tổ chức biểu diễn; Phòng Nghệ thuật).
- Các Đoàn diễn viên (Đoàn diễn viên 1, Đoàn diễn viên 2, Đoàn diễn viên 3).

- Nhà hát đã có hơn 15 thế hệ nghệ sĩ, diễn viên kế tiếp nhau, trong đó có 8 Nghệ sĩ Nhân dân. Đó là những thế hệ nghệ sĩ nổi tiếng như: NSND Trần Hoạt, NSND Hoàng Dũng, NSND Hoàng Cúc, NSND Minh Hòa, NSND Trung Hiếu, NSND Công Lý, NSND Tiến Đạt, NSND Trần Hạnh. 22 nghệ sỹ được nhà nước phong tặng Nghệ sỹ Ưu tú: NSƯT Hoàng Quân Tạo, NSƯT Nguyễn Quốc Toàn, NSƯT Thu An, NSƯT Trịnh Mai, NSƯT Thanh Tú, NSƯT Trần Đức, NSƯT Trần Kiếm, NSƯT Đức Lưu, NSƯT Vũ Văn Phơ, NSƯT Nhật Đức, NSƯT Minh Vượng, NSƯT Tiến Hợi, NSƯT Thu Hà, NSƯT Đức Quang, NSƯT Xuân Đồng, NSƯT Thanh Huệ, NSƯT Bích Thuỷ, NSƯT Tiến Minh, NSƯT Phú Thăng, NSƯT Trần Vân, NSƯT Minh Trang, NSƯT Thu Hạnh.

## Giám đốc Nhà hát qua các thời kỳ
- NSND Hoàng Dũng (2007-2017)
- NSND Trung Hiếu (2017-nay)

## Lãnh đạo
Giám đốc: NSND Trung Hiếu
Phó giám đốc: NSND Công Lý (-3/2025)
Phó giám đốc: NSƯT Dương Đức Quang

## Thành tích
– 01 Huân chương độc lập hạng Ba.
– 01 Huân chương lao động hạng Nhì.
– 01 Huân chương lao động hạng Ba.
– 04 Bằng khen của Chính phủ.
– 19 Huân chương, huy chương kháng chíên chống Mỹ cứu nước hạng Nhất, hạng Nhì, hạng Ba của hội đồng nhà nước tặng cho các nghệ sỹ, cán bộ, công nhân viên chức trong Nhà Hát.
– 70 Huy chương vàng, 56 Huy chương bạc và nhiều bằng khen, giấy khen tặng cho các tiết mục và các nghệ sỹ trong 10 kỳ Hội diễn sân khấu chuyên nghiệp toàn quốc.
– 01 Bằng khen của Bộ Văn hoá Mông Cổ.
– 02 giải thưởng Thăng Long cho 2 vở diễn: “Hà Nội đêm trở gió” và “Luỹ hoa”.
– 06 lần đựơc nhận giải thưởng vở diễn hay nhất năm của Bộ Văn hoá và Hội nghệ sỹ sân khấu Việt Nam và Cục nghệ thuật biểu diễn.

## Giai đoạn phát triển
- Giai đoạn 1959-1965
- Giai đoạn 1965-1975
- Giai đoạn 1975-1985
- Giai đoạn 1985-1999
- Giai đoạn 1999-2014
- Giai đoạn 2014 - 2019

## Các tác phẩm kịch nói tiêu biểu
- Vở “Tình sử ngàn năm” năm 2010 của nhà văn nhà văn Nguyễn Quang Lập, đạo diễn NSND Doãn Hoàng Giang. Vở diễn là một trong những vở sân khấu lớn được UBND thành phố, Sở VHTT&DL Hà Nội đầu tư hướng tới đại lễ kỷ niệm 1000 năm Thăng Long- Hà Nội.
- Tháng 6/2015, Nhà Hát đã tham gia Cuộc thi nghệ thuật sân khấu kịch nói chuyên nghiệp toàn quốc tại Tỉnh Thanh Hóa với 03 vở diễn là vở “Bỉ vỏ”, vở “Tiếng đàn vùng Mê Thảo”, vở “Điệp khúc vi rút”. Kết quả đạt được: vở “Điệp khúc vi rút” đạt Huy Chương Vàng. Vở “Bỉ vỏ” đạt Huy Chương Bạc.